# Hudson, Ohio
Hudson är en ort i den amerikanska delstaten Ohio. En tidig bosättare, David Hudson, anlände 1799 till vad som då hörde till Connecticut Western Reserve. År 1800 bosatte han sig där. Orten som David Hudson grundade fick år 1802 namnet Hudson efter honom.